# ポスト・モーテム 遺体写真家トーマス
『ポスト・モーテム 遺体写真家トーマス』（ポストモーテム いたいしゃしんかトーマス、Post Mortem）は2020年のハンガリーのホラー映画。
監督はベルゲンディ・ピーテル、出演はクレム・ヴィクトルとハイス・フルジナなど。
第一次世界大戦後、戦争と疫病で荒廃した村を訪れた遺体写真家が悪霊たちと対決するさまを描いている。
2020年10月に開催されたワルシャワ国際映画祭で初上映された。
第94回アカデミー賞アカデミー国際長編映画賞のハンガリー代表に選出されたが最終ノミネートの5作品には選ばれなかった。
日本では、2022年1月から開催された「未体験ゾーンの映画たち2022」で上映されたのち、同年5月20日にDVDが発売されたほか、Amazon Prime VideoやU-NEXTなどの動画配信サービスでも視聴可能となっている。

## ストーリー
1918年、第一次世界大戦末期の戦場で、ドイツ人兵士トーマスは瀕死の重傷を負って臨死体験をする。それから半年後、死を悼む遺族のために遺体を撮影する「遺体写真家」として働いていたトーマスは、戦場での臨死体験中に見た少女とそっくりな10歳の少女アナと出会う。彼女の故郷の村は戦争とスペイン風邪で多くの村人が亡くなったが、地面が凍っているため埋葬もできない状態なのだという。アナだけでなく、彼女と同じ村からやってきたイムレにも依頼され、トーマスはその村で遺体写真を撮ることになる。村で遺体写真家としての仕事を次々とこなす中で、数々の奇怪な出来事に遭遇したトーマスは、それが村中にのさばる悪霊たちによるものであることに気づく。恐怖心から村を逃げ出したトーマスだったが、運命的な出会いをしたアナのために村に戻る。そして、遺体に関する知識と写真技術を駆使し、アナや地元の教師であるマルチャらの協力の下、悪霊たちの狙いが何かを突き止めようとする。トーマスとアナは悪霊たちの望みが放置されたままの遺体を埋葬することであると気づくが、暴走した悪霊たちは村人たちを次々と襲い始め、イムレも犠牲になる。そんな中、アナの唯一の肉親である伯母が悪霊に取り憑かれて死を迎えようとする。悪霊があの世に行くには死にかけの人が必要で、悪霊たちを一緒に連れて行こうとしていると気づいたトーマスは、悪霊が集まる遺体を彼女の周囲に集めさせる。すると、彼女の家ごと地中に沈み始める。トーマスは伯母の道連れにされかかっていたアナを何とか救出して家の外に出すことに成功するが、自分はそのまま家に閉じ込められる。地中に沈み続ける家は漏れ出した水で没し始める。一方、悪霊が暴れ出したのはよそ者のトーマスのせいであると考えた村人の1人が沈む家に火をつける。トーマスは水没する家から何とかして脱出しようとするが、悪霊に取り憑かれた伯母に妨害され、水中で仮死状態となって臨死体験をすることになる。そのトーマスを屋根から家に入ったマルチャが救出する。仮死状態のトーマスはアナの必死の呼びかけで息を吹き返す。家は燃えながら沈み続け、悪霊たちは消え去る。
トーマスはマルチャに別れを告げ、家族を亡くしたアナとともに村を後にする。しばらくして2人は道端に牛の死体を見つける。そこから見える村からは悪霊たちの声が聞こえ、2人はその村に向かうことにする。

## キャスト
※括弧内は日本語吹替
- トーマス: クレム・ヴィクトル（ハンガリー語版）（大宮健司） - ドイツ人の元兵士。遺体写真家。
- アナ: ハイス・フルジナ（上絛千尋） - トーマスと運命的に出会った村の少女。仮死状態で生まれた。
- マルチャ: シェル・ユーディト（ハンガリー語版）（江口育美） - 村の教師。トーマスに宿泊場所を提供。
- アナの伯母: ラダーニ・アンドレア（ハンガリー語版） - アナの唯一の肉親。脳卒中で病身。
- イムレ: アンガー・ジョルト（ハンガリー語版）（モアイ岩下） - トーマスに遺体写真を依頼した村人。
- 老人: レヴィツキ・ガーボル（ハンガリー語版）（喜多田悠） - 戦場でトーマスを救った老兵。
- エミ: ハモリ・ガブリエラ（ハンガリー語版）（鵜久森みか） - 悪霊について証言をした女性。
- ヨーシュカ: バログ・アンドラーシュ（ハンガリー語版） - トーマスを村に連れてきた男性。
- ユトカ: キス・ディアナ・マグドルナ（ハンガリー語版） - 変死した夫の遺体写真を撮ってもらった女性。

## 作品の評価
Rotten Tomatoesによれば、8件の評論のうち高評価は88%にあたる7件で、平均点は10点満点中7.3点となっている。